# Јован Живановић
Јован Живановић (Сремски Карловци, 12. фебруар 1841 — Сремски Карловци, 1. децембар 1916) био је српски филолог, професор српског језика на Карловачкој гимназији и Богословији и отац модерног пчеларства, тако да је ову привредну грану поставио на модерну, научну основу.

## Биографија
Као веома активан пчелар и филолог био је редован члан Матице српске од 1872. године и члан њеног Књижевног одељења од 1894. године, члан Српске краљевске академије од 1888. године, члан Српског ученог друштва, почасни и редовни члан Српског пољопривредног друштва, почасни члан Удружења свештенства монашког реда у Србији, Пчеларско-воћарске задруге за округ Моравски и Пољопривредног друштва у Београду, дописни члан Хрватског пчеларског друштва у Осијеку, почасни члан Чешкога земаљскога централног друштва пчеларскога за маркгрофовију моравску у Брну и др.
Његова спомен-библиотека чува се у Карловачкој гимназији у чијој башти је 1951. године подигнута његова биста, рад Радивоја Станковића.
После завршене Српске велике гимназије карловачке завршио је студије славистике у Бечу и још тада постао велики присталица Вука Караџића и Ђуре Даничића. Од 1865. године био је постављен за професора српског језика у Карловачкој гимназији и Богословији. Примењујући Вуков правопис писао је уџбенике за своје ђаке Српска читанка, Српска граматика, Синтакса српског језика и др. Такође, објављивао је филолошке и књижевне, често полемичке чланке у Бранковом колу, а у Стражилову је излазио његов Бранич српског језика.
Поред интензивног бављења професорским радом, Јован Живановић на пољу пчеларства је постигао веома значајне резултате и као практичар и као писац. Прихвативши теорију о пчеларству пољског научника Ђерзона, тако да се рационално пчеларење код нас почело примењивати са временом када је професор Живановић почео да пчелари 80-тих година 19. века. Од тада су пчелари код нас са примитивног пчеларења кошницама-плетарама, прешли на рад са модерним кошницама које су имале покретно саће.
Са ректором Карловачке богословије, Иларионом Руварцем, 1878. године, основао је Катедру за пчеларство на којој је предавао пуних 26 година и тако ишколовао многе пчеларе, који су потом ширили идеју о рационалном пчеларењу. Тако да је са својим ученицима 1898. године у Руми основао прву пчеларску задругу код нас.
Професор Живановић је 1896. године у Сремским Карловцима покренуо стручни часопис Српски пчелар, који је излазио све до Првог светског рата. По први пут је штампан Српски речник за кованџије, 1877. године, а у научној расправи Пчеларење у Срба дао је историјат пчеларења код нас.
За свој велики допринос културном и материјалном уздизању српског народа добитник је више признања и награда, док данас више пчеларских друштава носе његово име. Њему у част, Музеј пчеларства породице Живановић из Сремских Карловаца, 2015. године, установио је награду Професор Јован Живановић, за истраживачко новинарство које доприноси сазнањима из области народне културе, традиције и обичаја народа који живе у Србији.

## Галерија
- Биста Јована Живановића у парку Карловачке гимназије
- Насловна страна књиге Српски пчелар (1894)
- Насловна страна првог броја листа Привреда који је Јован Живановић уређивао заједно са Игњатом Бурјаном
- Уџбеник Стара словенска граматика за богословије и гимназије (1880)
- Граматика црквенословенскога језика за српске православне богословије (1912)